# Dekanat czarnecki
Dekanat czarnecki – jeden z 29 dekanatów w rzymskokatolickiej diecezji radomskiej. Składa się z następujących parafii:
- Czarna (pw. Nawiedzenia NMP i Judy Tadeusza)
- Krasna (pw. św. Barbary)
- Mroczków (pw. św. Rocha)
- Niekłań Wielki (pw. św. Wawrzyńca)
- Odrowąż (pw. św. Jacka i św. Katarzyny)
- Odrowążek (pw. Przemienienia Pańskiego)
- Sorbin (pw. Najświętszego Serca Pana Jezusa)
- Stąporków (pw. Wniebowzięcia NMP)